# Martigues
Martigues (okcitansko/provansalsko Lo Martigue) je pristaniško mesto in občina v jugovzhodnem francoskem departmaju Bouches-du-Rhône regije Provansa-Alpe-Azurna obala. Mesto ima skoraj 50.000 prebivalcev.

## Geografija
Kraj leži v pokrajini Provansi na vzhodnem koncu kanala Caronte, ki povezuje zaliv Étang de Berre s Sredozemskim morjem. Sestavljen je iz četrti Ferrières na severu (obala Camargue), l'Île (otok sredi kanala) in Jonquières na jugu (obala Côte Bleue). Kot pretežno vodno mesto je Martigues poznan tudi pod vzdevkom Provansalske Benetke ("Venise provençale").

## Uprava
Martigues je sedež dveh kantonov:
- Kanton Martigues-Vzhod (del občine Martigues: 33.225 prebivalcev),
- Kanton Martigues-Zahod (del občine Martigues, občina Port-de-Bouc: 26.954 prebivalcev).

Kantona sta sestavna dela okrožja Istres.

## Zgodovina
Martigues je ustanovil provanški grof Ramon Berenguer IV. leta 1232, verjetno na mestu nekdanjega rimskega tabora Maritima Avaticorum.